# Byttneria melantha
Byttneria melantha là một loài thực vật có hoa trong họ Cẩm quỳ. Loài này được Mart. ex K.Schum. mô tả khoa học đầu tiên năm 1886.